# Thomas Perlmann
Rolf Thomas Perlmann, född 2 mars 1959 i Stockholm, är en svensk professor i molekylär utvecklingsbiologi vid Karolinska Institutet. År 2006 blev han medlem av Nobelförsamlingen vid Karolinska Institutet och blev adjungerad medlem av Karolinska Institutets Nobelkommitté 2008 för att sedan väljas in 2012. Han tog över ordförandeposten i kommittén temporärt under 2016, men utnämndes samma år istället till ständig sekreterare.

## Biografi
Thomas Perlmann studerade vid Stockholms universitet där han 1986 tog en filosofie kandidatexamen i biologi och kemi. Han disputerade 1991 vid Karolinska Institutet på en avhandling om induktion av MMTV-promotorn. Han tillbringade sedan två år på Salk Institute och återkom därefter till Karolinska Institutet, där han 2001 utnämndes till professor i molekylär utvecklingsbiologi. Sedan 1996 leder han en forskargrupp vid Ludwiginstitutet för cancerforskning vid Karolinska Institutet.
Hans forskningsområde är framför allt signalvägar med koppling till dopamincellers utveckling. Han har även studerat kopplingarna mellan autofagi av dopaminproducerande nervceller i koppling till neurologiska sjukdomar. När regleringen av autofagi togs bort i möss uppstod Parkinson-lika symtom, vilket stärker misstanken om autofagins roll i sjukdomsprocessen. Forskningen har finansierats genom anslag från bland annat Vetenskapsrådet, Stiftelsen för Strategisk Forskning (SSF), Hjärnfonden, Parkinsonfonden och EU:s sjunde ramprogram. 
Perlmanns är medförfattare till över 130 vetenskapliga publikationer som har citerats totalt över 18 000 gånger med ett h-index (2021) på 62.
Han var sedan tonåren vän med Michael Nyqvist och blev efter skådespelarens död utvald till talesperson för stiftelsen i hans minne, vars uppdrag är främjandet av skådespelarkonst. Thomas Perlmann är son till professor Peter Perlmann och Hedvig Perlmann.

## Opinion
I samband med krisen i svenska akademin uttryckte Perlmann en oro att händelserna skulle påverka anseendet för de övriga Nobelpriserna. Samtidigt ställde han sig bakom beslutet att ställa in utdelandet av Nobelpriset i litteratur 2018. Han har även i oktober 2020 uttalat sig om könsfördelningen mellan Nobelpristagarna i de naturvetenskapliga ämnena. Perlmann noterade att bara 15 procent av nomineringarna är kvinnor och enbart ett par procent av pristagarna hittills varit kvinnor. Han nämnde även faktorer som kunde öka andelens kvinnliga pristagare som det ökade antalet pristagare inom varje kategori, att kvinnliga medlemmar oftare nominerar kvinnor och tillade att andelen nominerade än så länge inte speglar forskarvärlden, i alla fall inte inom ämnesområde medicin. I samband med Machiariniskandalen meddelade Perlmann i egenskap av företrädare för Nobelförsamlingen att man rekommenderat rektor Harriet Wallberg och Anders Hamsten att avgå eftersom tilltron till dem blivit så pass allvarligt skadat att förtroendet var förbrukat.

## Utmärkelser
- 1999 - Göran Gustafssonpriset i molekylär biologi.[14]
- 2008 - Invald i Kungliga Vetenskapsakademien med nummer 1576, i klassen för medicinska vetenskaper.[6]
- 2013 - Anslag om 40 miljoner kronor från Knut och Alice Wallenbergs stiftelse för att studera processen kring celldöd hos dopaminerga nervceller och utveckling av Parkinsons sjukdom.[15]
- 2016 - Hilda och Alfred Erikssons pris (tillsammans med Johan Ericson) för ”deras upptäckter som visar hur nervceller mognar i hjärnan till att producera viktiga signalsubstanser och fynd som lägger grund för utveckling av nya terapier vid neurodegenerativa och psykiatriska sjukdomar”.[16]
- 2018 - Torsten Söderbergs akademiprofessur i medicin.[17]
- 28 januari 2025: H.M. Konungens medalj av 12:e storleken i Serafimerordens band[18]